# SN 1999ab
SN 1999ab – supernowa typu II odkryta 8 lutego 1999 roku w galaktyce A102500+5352. W momencie odkrycia miała maksymalną jasność 18,30m.